# Quelona

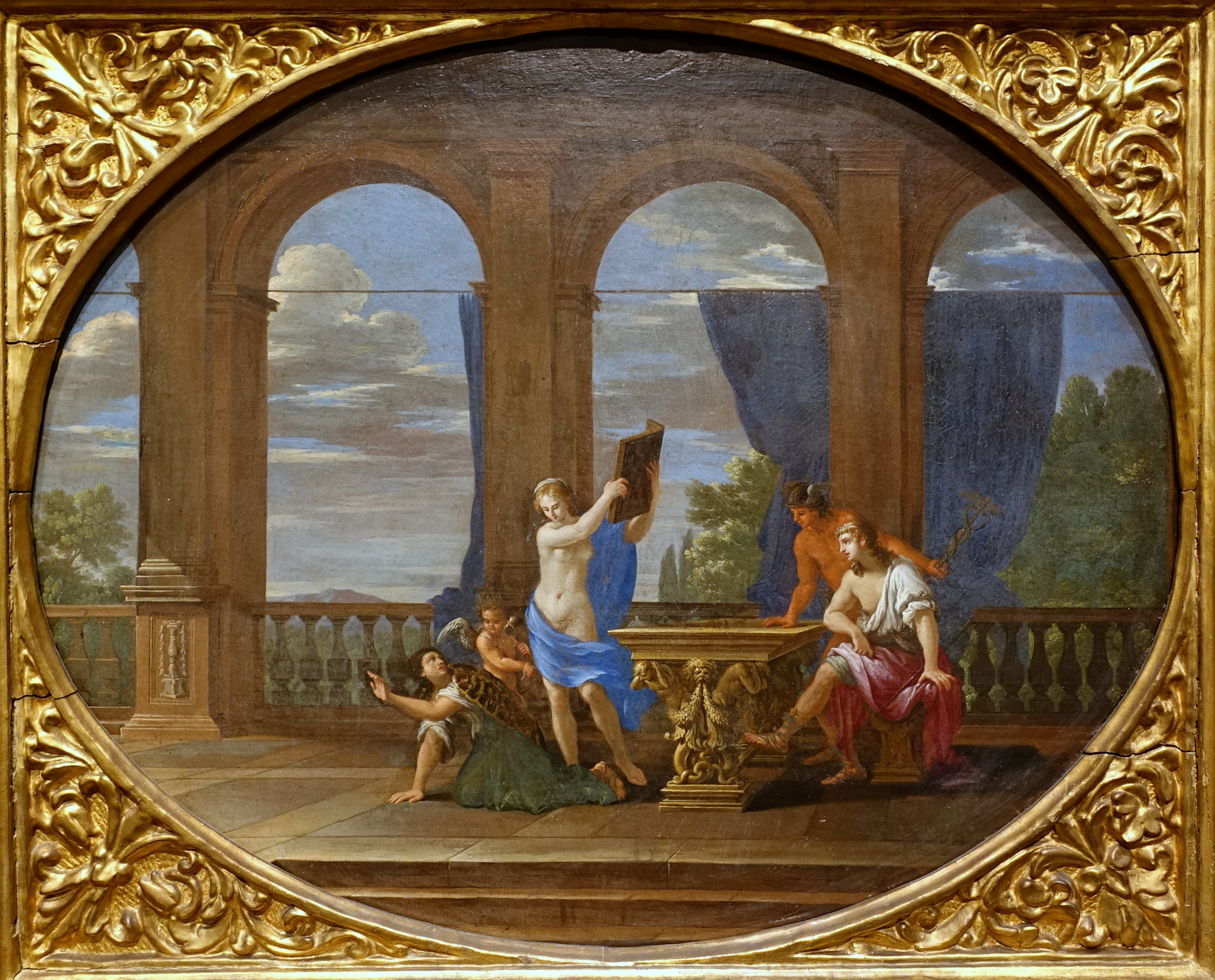
Mercurio transformando a Quelona en tortuga, por Filippo Lauri, Roma, c. 1671, óleo sobre lienzo, Museo de Arte Blanton, Austin, Texas.

En la mitología griega, Quelona o Quelone (en griego Χελώνη Khelônê, ‘tortuga’) era una doncella que se atrevió a burlarse de la boda de Zeus y Hera; Hermes, como castigo, la metamorfoseó en tortuga. Quelona tan sólo es atestiguada por una glosa de Servio. El autor no indica quiénes eran los progenitores de la misma ni si ésta era una de las ninfas, como a veces se conjetura. 
El texto de Servio narra, a saber: «para su boda con Juno (Hera), Júpiter (Zeus) ordenó a Mercurio (Hermes) que invitara a todos los dioses, a los hombres y a los animales a la boda. Todos los invitados por Mercurio acudieron, excepto Quelona, que no se dignó estar allí, burlándose de la boda. Cuando Mercurio se percató de su ausencia, volvió a bajar a la tierra, arrojó al río la casa de Quelona, que estaba sobre el río, y transformó a Quelona en un animal que llevaría su nombre. Quelona se dice testudo (tortuga) en latín».
Para comprender el mito de Quelone y la tortuga varias fuentes nos hablan de esta temática, aunque obvian a la doncella. Pausanias, por ejemplo, nos dice que con el Cilene limita otro monte, el Quelidórea, donde se dice que Hermes encontró una tortuga, le quitó la concha al animal e hizo con ella una lira. Allí está la frontera entre Feneo y Pelene. Los aqueos habitan la mayor parte del monte Quelidórea.
En una de sus fábulas Esopo nos dice que «al casarse, Zeus obsequió con un banquete a todos los animales. Sólo faltó la tortuga: intrigado Zeus, al día siguiente preguntó por qué motivo fue ella la única que no acudió al banquete. La tortuga respondió: "La propia casa es la mejor casa". Zeus, indignado contra ella, la condenó a andar llevando su casa a cuestas. Asimismo, muchas personas prefieren vivir con sencillez que tener una vida lujosa en casa ajena».

## Anotaciones
1. ↑  Servio, sobre Virgilio, Eneida I 509
2. ↑  Pausanias: Descripción de Grecia VIII 17, 5
3. ↑  Esopo: Fábulas 106